# 田井基良
田井 モトヨシ（たいもとよし、1968年 - ）は、日本の作曲家、編曲家、音楽プロデューサー、ドラマー。本名および別名、田井 基良（読み同じ）。高知県高知市出身。ロードアンドスカイ・オーガニゼイション所属。

## 主な参加作品

### 映画
- 命（2002年）
- チェリーパイ（2006）
- WHITE MEXICO（2007）
- 音符と昆布（2008）
- つむじ風食堂の夜（2009）
- 悲しいボーイフレンド（2009）
- 非女子図鑑（2009）
- 遠くの空（2010）
- 時をかける少女（2010）
- 乱反射（2011）
- スノーフレーク（2011）
- BUNGO〜ささやかな欲望〜（2012）
- ベルセルク黄金時代篇I 覇王の卵（2012）
- ベルセルク黄金時代篇II ドルドレイ攻略（2012）
- ベルセルク黄金時代篇III 降臨（2013）
- アゲイン 28年目の甲子園（2015）
- 火花（2017）
- チェリーボーイズ（2018）
- 増山超能力事務所-激情版は恋の味-（2018）
- ルームロンダリング（2018）
- あまのがわ（2019）
- GOZEN-純恋の剣-（2019）
- アンダー・ユア・ベッド（2019）
- 東京ワイン会ピープル（2019）
- 酔うと化け物になる父がつらい（2019）
- 劇場(2020)
- がんばれいわ!!ロボコン ウララ〜!恋する汁なしタンタンメン!!の巻（2020）
- ぐらんぶる（2020）
- 麻希のいる世界（2022）
- ぜんぶ、ボクのせい（2022）
- グッバイ・クルエル・ワールド（2022）
- 夜、鳥たちが啼く（2022）
- ひみつのなっちゃん。（2023）
- Winny（2023）
- シェアの法則  (2023)
- うつぶせのまま踊りたい（2023）
- 遊撃 / 映画監督 中島貞夫（2023）
- ロストサマー  (2023)
- 勝手に流れた星だから (2023)
- OUT (2023)
- 罪と悪 (2024)
- ラストターン　福山健二71歳、二度目の青春 (2024)
- サユリ (2024)
- アンジーのBARで逢いましょう (2025)
- ミッシング・チャイルド・ビデオテープ (2025)
- 今日の空が一番好き、とまだ言えない僕は (2025）
- 夏の砂の上 (2025)

### テレビドラマ
- ドールハウス 特命女性捜査班（2004、TBS）
- 探偵家族
- 週刊 赤川次郎（2007、テレビ東京）
- BUNGO -日本文学シネマ-（2010、TBS）
- おくさまは18歳（2011、フジテレビTWO）
- ワカコ酒（BSジャパン）
  - Season1（2015）
  - Season2（2016）
  - Season3（2017）
  - Season4（2019）
  - Season5（2020）
  - スペシャル・飛騨酒蔵めぐり（2020）
  - Season6（2022）
  - Season7
  - Season8 (2025)
- 火花（2017、NHK総合）
- 増山超能力師事務所（2017、日本テレビ）
- BL漫画家ですけど結婚してもいいですか? （2017、関西テレビ・フジテレビ系列）
- セブンティーン、北杜 夏（2017、山梨放送）
- 男の操（2017、NHKBSプレミアム）
- 最後の晩ごはん（2018、BSジャパン）
- 居酒屋ぼったくり（2018、BS12トゥエルビ）
- 江戸前の旬（BSテレ東）
  - Season1（2018）
  - Season2（2019）
- のの湯（2019、BS12トゥエルビ）
- 福岡恋愛白書（KBC九州朝日放送）
  - 14 天神ラブソング（2019）
  - 15 消えない恋の花火（2020）
- 決してマネしないでください。（2019、NHK）
- 今夜はコの字で（BSテレ東）
  - Season1（2020）
  - Season2（2022）
- 鈍色の箱の中で（2020、テレビ朝日）
- 女ともだち（2020、BSテレ東）
- ざんねんないきもの事典（2020、テレビ東京）
- そのご縁、お届けします-メルカリであったほんとの話-（2020、MBS・TBS）
- 京阪沿線物語〜古民家民泊きずな屋へようこそ（2021、テレビ大阪・BSテレ東）
- ただ離婚してないだけ（2021、テレビ東京）
- 部長と社畜の恋はもどかしい（2022、テレビ東京）
- 猫の日スペシャルドラマ〜かんばん猫〜（2022、BSテレ東、ポニーキャニオンエンタープライズ）
- 家電侍（2022、BS松竹東急）
- いぶり暮らし（2022、BS松竹東急）
- 星新一の不思議な不思議な短編ドラマ「善良な市民同盟」前・後編（2022、NHK BS4K・NHK BSプレミアム）
- ザ・タクシー飯店（2022、テレビ東京）
- ちょい釣りダンディ（2022、BSテレ東）
- 雪女と蟹を食う（2022、テレビ東京）
- 大川と小川の時短捜査（2022、テレビ東京）
- 最果てから、徒歩5分（2022、BSテレ東、BSテレ東4K）
- 湯遊ワンダーランド(2023、BSテレ東）
- 婚活食堂 (2023、BSテレ東)
- 週末旅の極意〜夫婦ってそんな簡単ではないもの〜 (2023、テレビ東京)
- 推しを召し上がれ〜広報ガールのまろやかな日々〜（2024年、テレビ東京）
- 生きとし生けるもの（2024、テレビ東京、Netflix）
- ハコビヤ (2024、テレビ東京）
- 買われた男（2024、テレビ大阪）
- 君が獣になる前に (2024、テレビ東京）
- 大川と小川の休日捜査 (2024、テレビ東京）
- さっちゃん、僕は。（2024、TBS）
- バツコイ（2024、BSテレ東）
- 蜜と毒 (2024、BSテレ東）
- 週末旅の極意２〜家族って近くにいて遠いもの〜 (2025、テレビ東京)
- マイ・ワンナイト・ルール（2025、テレビ東京）
- ディアマイベイビー〜私があなたを支配するまで〜（2025、テレビ東京）
- 年下童貞くんに翻弄されてます（2025、MBS）
- 照子と瑠衣 (2025、NHK)

### 配信ドラマ
- 火花（2016、Netflix）
- 夫のちんぽが入らない（2019、FOD/Netflix)
- 異世界居酒屋「のぶ」Season3（2023、WOWOW）
- 極悪女王 (2024、Netflix）
- 透明なわたしたち(2024、ABEMA)
- ミライヘキミト。マイナビ５０周年記念、WEB映画 (2024)

### アニメ
- フタコイ オルタナティブ（2005）
- D.Gray-man（2006）- 制作ディレクター
- 牙-KIBA-（2006）- 音楽制作
- ぜんまいざむらい（2006）- 制作ディレクター
- 鉄腕バーディー DECODE
  - 第1期（2008）
  - 第2期（2009）
- あにゃまる探偵 キルミンずぅ（2009）
- 荒川アンダー ザ ブリッジ（2010）
- ファンタジスタステラ（2014）
- 姉ログ 靄子姉さんの止まらないモノローグ（2015）
- ノゾ×キミ（2015）
- 今際の国のアリス（2015）
- ニンジャスレイヤー・フロムアニメイシヨン（2015、配信（オリジナル）版）
- ニンジャスレイヤー・フロムアニメイシヨン（2016、オリジナル・エディシヨン（TVシリーズ）版）
- ULTRAMAN（2019）- 音楽プロデューサー
- スターウォーズ：ビジョンズ　九人目のジェダイ
- ChaO (2025)

### ゲーム等音楽
- スパイクアウト（セガ）
- フリースタイル ハンゲーム テーマソング:SOUL'd OUT
- ドラゴンネスト ハンゲーム テーマソング:GACKT,KOKIA,ViViD
- チョコットランド ハンゲーム テーマソング:田村ゆかり
- CRサブマリン707R 歌:串田アキラ
- CR REIDEEN 歌:影山ヒロノブ,TAMA
- ドラゴンネストR ハンゲーム テーマソング:UVERworld
- アルノサージュ〜生まれいずる星へ祈る詩〜
- 白猫

アルバム
- 『ジョビニアーナ～愛と微笑みと花』曽我部恵一,JUJU,キリンジ,南佳孝他 （制作クレジット）
- 『LOST COTROL』浜崎貴司,桜井秀俊,大沢伸一
- 『20th century Boys & Girls 〜20世紀少年少女〜」高橋洋子
- 「ビューティフル・ストーリー」井上麻里奈　音楽:中田ヤスタカ
- 『ELSWORD starring GUMI 』能登麻美子他　音楽:前山田健一
- 『乱反射』桐谷美玲　プロデュース:松尾潔
- 『逆様ブリッジ』スネオヘアー
- 『赤いコート』スネオヘアー
- 『Road to Glory〜for Dragon Nest』KOKIA
- 『Battle of destiny』KOKIA
- 『Theme of Fullmetal Alchemist by THE ALCHEMISTS』鋼の錬金術師キャラクターCD
- 『BLEACH BREATHLESS COLLECTION』森田成一他 音楽:末光篤

ニンジャスレイヤーEDコンピレーション・アルバム
ニンジャスレイヤー・フロムコンピレイシヨン『忍』
参加アーティスト　
- BORIS
- Melt-Banana
- THE PINBALLS
- 8otto
- 6EYES
- Electric Eel Shock
- Shinichi Osawa
- taffy
- 80kidz
- Sawagi
- skillkills

ニンジャスレイヤー・フロムコンピレイシヨン『殺』
参加アーティスト　
- Drop's
- 赤い公園
- TK from 凛として時雨
- GEEKS
- MINE
- taffy
- SCAMCIRCLE
- 人間椅子
- MOJA
- memento森
- Lillies and Remains
- Sawagi
- ギターウルフ

ニンジャスレイヤー・フロムコンピレイシヨン『伐』　
参加アーティスト　
- the pillows
- カラスは真っ白
- Large House Satisfaction
- ドミコ
- PIGGY BANKS
- Klan Aileen
- LEO今井
- SPARK!! SOUND!! SHOW!!
- チリヌルヲワカ
- MO'SOME TONEBENDER
- Creepy Nuts
- KING BROTHERS
- BORIS
- BOOM BOOM SATELLITES

### 楽曲参加
ドラム及びパーカッション
- モーニング娘。そうだ! We're ALIVE
- SUEMITSU & THE SUEMITH
- かかし

制作等　クレジット
大沢伸一,キセル,真心ブラザーズ,大山百合香,スネオヘアー,ピチカート・ファイヴ,斉藤和義,坂本真綾,織田裕二,小泉今日子,SMAP,V6,TOKIO,KOKIA,ブラックビスケッツ,岡崎律子,小西康陽,モーニング娘。,松浦亜弥,ミニモニ。,タンポポ,太陽とシスコムーン,7HOUSE,メロン記念日,森高千里,後藤真希,浜田雅功,内藤剛志,袴田吉彦,深田恭子,高田純次,SILVA,五島良子,平松八千代,水木一郎,影山ヒロノブ,串田アキラ,國府田マリ子,桐谷美玲,かかし